# Bornheim (Route-du-Vin-du-Sud)
Pour les articles homonymes, voir Bornheim (homonymie).
Bornheim est une municipalité de la Verbandsgemeinde Offenbach an der Queich, dans l'arrondissement de la Route-du-Vin-du-Sud, en Rhénanie-Palatinat, dans l'ouest de l'Allemagne.